# Литвинов, Виктор Яковлевич
Ви́ктор Я́ковлевич Литви́нов (1910—1983) — советский государственный деятель, организатор авиационной промышленности. Дважды Герой Социалистического Труда. Лауреат двух Сталинских премий второй степени.

## Биография
Родился 17 (30 апреля) 1910 года в Таганроге (ныне Ростовская область) на тихой Таганрогской улице в семье железнодорожника, работавшего в последнее время машинистом водокачки на станции Матвеев Курган. Отец — Яков, мать — Евдокия, в семье были ещё сестра Наташа и брат Николай.

### Образование
В 1926 году окончил 7 классов железнодорожной школы при станции Таганрог, стал комсомольцем. А осенью этого же года стал студентом Таганрогского индустриального техникума. Виктор поступил на механическое отделение.
С 15 сентября 1926 года начались занятия. Это были годы комсомольской юности и молодого задора, порой не хватало денег на обед в столовой, приходилось где-то подрабатывать, ведь в семье Литвиновых работал только отец. Время было трудное, шел восстановительный период после тяжких лет первой мировой и гражданской войны.
В комсомольской ячейке техникума Виктор сразу стал активистом. И хотя комсомольцев было всего 66 человек из 300 с лишним учащихся, они задавали тон и в учёбе, и общественной жизни. Не церемонились c разгильдяями и лодырями, так 10 сентября 1927 года школьный совет, который был под контролем партячейки и комсомольской организации постановил: «В отношении лиц, пропускающих занятия и не издавших зачеты и тем самым дезорганизующих жизнь техникума — исключить из числа студентов».
Быстро прошли годы учёбы. За это время Виктор не только изучил полный курс теоретической подготовки, но и прошел стажировку в производственных мастерских техникума и на заводе.
Свидетельство № 1967 от 24 апреля 1930 года:

«Согласно постановлению квалификационной комиссии Таганрогского индустриального техникума выдано настоящее свидетельство Литвинову Виктору Яковлевичу родившемуся 18 апреля 1910 года в Таганроге о том, что он окончил механическое отделение техникума и признан вполне достойным квалификации техника-механика».

### Начало трудового пути
Начинал свою трудовую жизнь на Таганрогском авиационном заводе (ГАЗ-10 «Лебедь», ныне — ОАО «Тавиа»). Здесь был на практике, потом трудился техником-технологом. Потом по разнарядке из Авиатреста СССР В. Я. Литвинов уехал в Москву, где был принят на одно из старейших авиационных предприятий страны — завод № 1 имени Авиахима.
1930-е годы — это период становления и развертывания отечественного авиастроения. Уже были созданы первые советские самолёты Р-1, P-5, И-3 и другие, шел процесс их серийного освоения. Виктор Литвинов был назначен техником-конструктором в бюро проектирования технологической оснастки агрегатов. Бюро входило в состав цеха, где решались проблемы создания металлических конструкций. Здесь то и пригодились В. Я. Литвинову знания, приобретенные в Таганрогском техникуме и навыки, полученные на Таганрогском авиазаводе.
Он умел и отлично чертить и «читать чертежи», товарищи по работе быстро приметили его деловую хватку и природную сметливость, и настойчивость. Если нужно, он мог встать и к токарному станку, и слесарному верстаку. Но вскоре проявились его главные способности — способности организатора. Завод тогда переходил на хозяйственный расчет, и Виктор Литвинов первым на заводе организовал и возглавил комсомольско-молодежную бригаду конструкторов. Создание такой бригады позволило резко сократить сроки и стоимость конструкторских работ, хотя трудностей было немало. Но эта инициатива была очень важной, так как срочно требовалось увеличить выпуск узлов и агрегатов, обеспечить четкую и ритмичную работу всех звеньев заводского коллектива, а самолёт начинается с чертежа.
Виктор Литвинов вскоре стал популярен своей деловитостью, кипучей энергией, умением сплотить вокруг себя товарищей. И не случайно он вскоре стал секретарем комсомольской ячейки цеха, а потом был избран и членом завкома комсомола. Рос завод, росли и крепли его кадры. Виктор вскоре почувствовал, что знаний уже маловато, он подал заявление на вечернее отделение Московского авиационного института. Начались ещё более напряженные будни — днем на заводе, вечерами в институте. По существовавшим тогда правилам он мог после техникума сразу поступить на третий курс, но Виктор хотел получить прочные фундаментальные знания, и потому пошел на первый курс. И эти знания он получил — в 1937 году молодому инженеру был вручен диплом с отличием. Появилась возможность заняться наукой, впереди заманчивое предложение — аспирантура. Но он отказался.

### Главный инженер завода
К этому времени Виктор уже был начальником технического бюро сборочного цеха завода. Коллективу была поставлена очень сложная задачи: наладить в кратчайший срок массовое производство новых тогда самолётов-разведчиков Р-5, освоить серийное производство истребителей И-5 и И-7. И это в то время, когда завод ещё не полностью перебазировал оборудование в новые заводские корпуса, построенные в годы второй пятилетки.
Сборочный цех — это сердце завода, именно отсюда выходят на испытания и затем в небо самолёты, конечный итог напряженного труда тысяч людей. Предстояло решать много сложных технических и организационных проблем, к таким проблемам относились — работы по стандартизации и унификации оснастки, создание типовых карт на штампы — организацию этой работы возглавил В. Литвинов. Это позволило снизить затраты и уменьшить число занятых рабочих и резко поднять качество и производительность труда. Как командир авиационного производства, В. Я. Литвинов учился у таких выдающихся организаторов, как П. А. Воронин, П. В. Дементьев.
На заводе трудом инженеров и рабочих был внедрен поточный метод сборки машин впервые в отечественной практике. Это позволило ввести сетевое планирование и потом перевести уже в период войны все авиазаводы страны на строительство самолётов по суточному графику. Строились новые самолёты, создавалась новая технология. Этот процесс был очень важным и необходимым, но осваивать его пришлось с большими трудностями. В июле 1938 года Литвинов назначается заместителем главного инженера завода.
В конце 1939 года А. И. Микояном и М. И. Гуревичем был сконструирован новый скоростной и маневренный истребитель, а в мае 1940 года — первый самолёт уже был предъявлен на государственные испытания. В том, что самолёт был построен в такой короткий срок, большая заслуга принадлежит В. Я. Литвинову.
Именно под его непосредственным руководством впервые в отечественном самолётостроении был введен принцип параллельности — одновременно шла разработка конструкции самолёта и выпуск его чертежей с подготовкой производства. Впоследствии этот принцип получил дальнейшее развитие при создании нового истребителя МиГ-3. Эта работа была высоко оценена Правительством.
В январе 1941 года обновилось руководство Наркомата авиапромышленности СССР. Наркомом стал молодой инженер, бывший первый секретарь Горьковского обкома партии А. И. Шахурин, его заместителями были назначены ряд товарищей с заводов. Тогда ушли с московского завода в Наркомат П. В. Дементьев и П. А. Воронин, а 30-летний Виктор Литвинов становится главным инженером завода.

### Война. Эвакуация
Началась Великая Отечественная война. Заводу ГАЗ № 1 приказано резко увеличить темпы выпуска самолётов. В своих воспоминаниях А. И. Шахурин писал:

«Если в июне 1941 авиационные заводы выпускали немногим более 50 новых самолётов в день, то уже в июле месячный выпуск достиг — 1807, а в сентябре — достиг уже 2329 самолётов. … К концу сентября Московский самолётостроительный завод уже выпускал сутки до 20 новых скоростных истребителей МиГ-3».

8 сентября 1941 года в связи с успешным производством самолётов группа сотрудников завода № 1 была награждена орденами и медалями. Главный инженер В. Я. Литвинов был награждён орденом Ленина.
20 октября 1941 года было принято решение ГКО СССР об эвакуации завода на восток. Эвакуация завода, перебазирование на новое место — площадку строящегося авиационного завода № 122 вблизи станции Безымянка в окрестностях города Куйбышев, строительство новых корпусов и фактически нового завода, размещение оборудования, прокладка магистралей, строительство жилья, сначала временного — бараков и землянок, размещение тысяч и тысяч заводчан и членов их семей, и в то же время продолжался почти бесперебойный выпуск самолётов — такую сложнейшую задачу решал коллектив завода, его руководство. В их числе и главный инженер завода В. Я. Литвинов.
Зима 1941 года пришла рано, выпал снег, стояли жестокие морозы, но работы не прекращались ни на один день. В своих воспоминаниях об этих героических днях писал бывший редактор многотиражной заводской газеты A. C. Магид в статье «Солдаты в рабочих ватниках». 29 декабря 1941 года был запущен первый мотор самолёта, построенного полностью уже на новом месте. И в самарское зимнее сумрачное небо поднялся первый штурмовик, сработанный москвичами.
В 1942 году завод полностью перешел на массовое производство замечательного боевого самолёта Ил-2. Фашисты называли его летающей смертью, а наши воины — «летающим танком». Это был лучший штурмовик в мире. За годы войны на заводе было построено 13 300 штурмовиков Ил-2. За организацию массового производства самолёта Ил-2, разработку и внедрение кругового ленточного конвейера сборки крыла самолёта В. Я. Литвинов был удостоен Сталинской премии 1 степени.
В июле 1944 года В. Я. Литвинов назначен директором завода (авиационный завод № 1 в г. Куйбышеве, ныне самарское аэрокосмическиое предприятие «ЦСКБ-Прогресс»). Постановлением Совета Народных Комиссаров СССР от 19 августа того же года ему было присвоено воинское звание «генерал-майор инженерно-авиационной службы». Возглавляемый им коллектив неоднократно завоевывал в социалистическом соревновании Знамя Государственного Комитета обороны СССР, впервые это произошло в сентябре 1942 года. А в конце 1944 года это знамя было оставлено на заводе навечно.
В трудных условиях военного времени по-новому раскрылся выдающийся организаторский талант Виктора Яковлевича. Среднего роста, крепкий, стремительный, он был настоящим командиром — волевым, настойчивым, целеустремленным. Он мог работать сутками, жестко и требовательно относился к подчиненным, но также требователен был и к себе. Он хорошо знал не только, как идут дела в том или ином цехе, он отлично знал каждого большого и малого руководителя, многих рядовых работников. Его требовательность и принципиальность вызывали уважение, работавших с ним людей: авторитет Виктора Яковлевича Литвинова был высок и непререкаем, так как все понимали, что всё, что он делал, было делом партии и народа, которые жили в то время одним девизом: «Все для фронта! Все для победы!» Родина высоко оценила труд В. Я. Литвинова в годы войны.
2 июля 1945 года уже в должности директора авиазавода № 1 В. Я. Литвинов был награждён ещё одним орденом Ленина (в числе других работников завода).
В сентябре 1945 года — в числе других видных организаторов авиационного производства, авиаконструкторов — ему было присвоено звание Героя Социалистического Труда. Звезда имела порядковый номер № 245.

### Новые самолёты
После окончания войны коллективу завода предстояли новые сложные задачи: освоить в кратчайшие сроки серийный выпуск первенцев советских реактивных истребителей. И эта задача была успешно решена. 7 ноября 1946 года на праздничном параде в Москве пролетели первые десять реактивных истребителей МиГ-9. А потом коллективу, во главе которого бессменно стоял В. Я. Литвинов, предстояло осваивать серийное производство знаменитых фронтовых истребителей МиГ-15 и МиГ-17, потом новый бомбардировщик Ил-28, первый дальний реактивный бомбардировщик Ту-16, пассажирский авиалайнер Ту-104. Каждый из этих самолётов — новый этап в развитии советской авиационной мысли, в развитии советской промышленности.
Почти двадцать лет руководил заводом В. Я. Литвинов. И не только завод и производственные задачи были в центре внимания директора. Он умел находить время и уделял много внимания и заботы быту и отдыху заводчан. На месте бывшего пустыря, где жили в годы войны в бараках, вырос целый город самолётостроителей. Многоэтажные жилые дома, Дворец культуры, стадион, фабрика-кухня, а потом пионерские лагеря, дома отдыха, профилактории. Большую помощь оказал завод в создании техники для сельского хозяйства. Так, самолётостроители создали приспособление для сушки зерна, выпускали сеялки и другие приспособления. Не случайно за выпуск машин для сельского хозяйства директор завода В. Я. Литвинов был награждён двумя медалями ВДНХ СССР I степени.
В середине 1950-х года завод был передан из Министерства авиационной промышленности в новое ведомство. Нужно было строить неведомые прежде ракеты. Именно под руководством Виктора Яковлевича была создана и отработана на Байконуре, а потом серийно выпускавшаяся на заводе, теперь уже легендарная Р-7 или — как называли знающие люди между собой — просто «Семерка». Та самая ракета, которая подняла в космическую высь первого человека Земли Ю. А. Гагарина. 29 июля 1960 года закрытым Указом Президиума Верховного Совета СССР за выдающиеся заслуги перед Родиной в деле создания новой техники В. Я. Литвинову было вторично присвоено звание Героя Социалистического Труда.
В 1962 году Литвинов стал председателем куйбышевского Совнархоза, в 1965 году — заместителем министра общего машиностроения СССР. Знаменитое МОМ — наше ракетно-космическое министерство.
Несмотря на большую занятость по работе, Виктор Яковлевич всегда в самой гуще общественно-политической жизни. Он избирался депутатом ВС РСФСР 5—6 созывов, был делегатом XIX, XX и XXII съездов КПСС.
В. Я. Литвинов умер 4 июня 1983 года, успев ещё принять у себя дома делегацию из Таганрога, которая привезла решение исполкома горсовета о присвоении Литвинову звания «Почётный Гражданин Таганрога» и памятную медаль.

Могила Литвинова В. Я.

Похоронен в Москве на Кунцевском кладбище.

## Память
- В мае 1981 года в Таганрогском городском парке культуры и отдыха имени М. Горького, согласно Указу Президиума Верховного Совета СССР, был установлен и торжественно открыт бронзовый бюст первого и единственного таганрожца — Дважды Героя Социалистического Труда (скульптор — Елена Преображенская). Состоялся торжественный митинг, на который прилетели из Москвы В. Я. Литвинов с женой, сыном и дочерью, а также его старший брат — Николай Яковлевич.
- Именем Литвинова названы улицы в Самаре (1984, бывшая ул. Электрифицированная) и в Таганроге.
- В честь Литвинова его именем названа Школа №86 в Самаре.

## Награды и звания
- Почётный гражданин города Таганрога (1983)
- Герой Социалистического Труда (1960)
- Орден Ленина (12 июля 1957)
- Орден Трудового Красного Знамени (1954)
- Сталинская премия второй степени (1950) — за разработку и освоение новых технологических процессов при производстве самолётов
- Сталинская премия второй степени (1946) — за коренные усовершенствования технологии сборки самолётов и внедрение высокопроизводительного поточного метода производства, обеспечившие значительное увеличение выпуска самолётов
- Герой Социалистического Труда (16 сентября 1945) — за выдающиеся заслуги в деле организации производства самолётов, танков, моторов, вооружения и боеприпасов, а также за создание и освоение новых образцов боевой техники и обеспечение ими Красной Армии и Военно-Морского Флота в годы Великой Отечественной войны
- Орден Ленина (16 сентября 1945) — за выдающиеся заслуги в деле организации производства самолётов, танков, моторов, вооружения и боеприпасов, а также за создание и освоение новых образцов боевой техники и обеспечение ими Красной Армии и Военно-Морского Флота в годы Великой Отечественной войны
- Орден Ленина (2 июля 1945)
- Орден Ленина (8 сентября 1941)
- Орден Трудового Красного Знамени (1941)
- Медали, в том числе ВДНХ